# Aire (equitación)

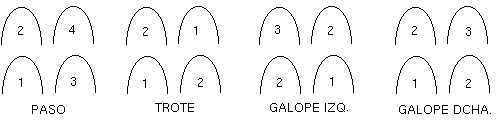
Aires naturales del caballo.

En equitación, se conoce como aire a la actitud que toma el caballo en sus diferentes marchas y la cadencia de los movimientos que en cada una de ellas ejecuta. También se aplica al jinete, según su colocación en la silla y la naturaleza de sus movimientos.
En plural se emplea esta palabra para significar los diferentes modos de moverse el animal. Estos movimientos o manejos pueden dividirse en naturales o regulares y defectuosos o artificiales. Los primeros son el paso, trote y galope. Los segundos la andadura, el traspaso o entrepaso y la andadura imperfecta.
También los aires pueden ser altos o elevados y bajos, según los ejecute separados del suelo o cerca de la tierra. Unos y otros pueden ser buenos o malos, pues lo que puede ser bueno en los caballos de tiro, puede ser malo en los de silla o en los de carreras. Así, un caballo de limonera debe levantar bien las piernas, plegar y suspender con energía los brazos atabaleando. Pero estos movimientos que son elegantes en los caballos de tronco no lo son en los de silla.
Tratándose de caballos de carreras, se llama aire a la reunión de las cualidades de velocidad y resistencia. Sin embargo, este dato no es de un valor absoluto para apreciar el mérito intrínseco de un animal, pero tiene importancia unido a las demás cualidades del caballo.

Los aires de un caballo de carreras pueden ser ligeros o pesados, según galope con la cabeza erguida y bien puesta, el cuello ligeramente encorvado, lanzando los brazos adelante y doblando la rodilla de modo que el casco toque el suelo con ligereza, o galopando con la cabeza baja, cargando el cuerpo sobre el cuello, la grupa levantada y hollando los cascos el suelo con dureza, pareciendo como que los detiene antes de volverlos a alzar. Esto en realidad no es un defecto para la carrera, pues caballos de uno y otro tipo ganan primeros premios en los concursos hípicos. 
François Baucher fijó en 31 el número de aires que puede ejecutar un caballo domado en una alta escuela.
Por último, se llaman aires bajos a los movimientos que se hacen ejecutar a un caballo sobre dos pistas.

Paso.
Trote.
Galope.